# Светлолобовский сельсовет
Светлоло́бовский сельсовет — муниципальное образование (сельское поселение) в Новосёловском районе Красноярского края. Административный центр — село Светлолобово.

## География
Светлолобовский сельсовет находится северо-западнее районного центра. Удалённость административного центра сельсовета — села Светлолобово от районного центра — села Новосёлово составляет 17 км.

## История
Светлолобовский сельсовет наделён статусом сельского поселения в 2005 году.

## Население
| 2010 | 2012  | 2013  | 2014  | 2015  | 2016  | 2017  |
| ---- | ----- | ----- | ----- | ----- | ----- | ----- |
| 1308 | ↘1293 | ↗1316 | ↘1315 | ↗1329 | ↗1339 | ↘1333 |

Гендерный состав
По данным Всероссийской переписи населения 2010 года 626 мужчин и 682 женщины из 1308 чел.

## Состав сельского поселения
| № | Населённый пункт | Тип населённого пункта       | Население |
| - | ---------------- | ---------------------------- | --------- |
| 1 | Карелино         | деревня                      | 72        |
| 2 | Николаевка       | деревня                      | 309       |
| 3 | Светлолобово     | село, административный центр | 927       |